# Balbisia gracilis
Balbisia gracilis, conocido como té de la sierra, es un género de plantas con flores descrita por primera vez por Franz Julius Ferdinand Meyen. Balbisia gracilis pertenece al género Balbisia, y a la familia Vivianiaceae.Se encuentra distribuido por Argentina y Chile, especialmente documentada en la Provincia del Chubut, Río Negro, Coquimbo,  la región de O'Higgins y Maule. Posee características anemofilias.

## Descripción
Las diferentes especies de Balbisia se definen sobre la base de los caracteres de las hojas y las inflorescencias. Los pétalos son aproximadamente tan grandes como los sépalos y de un discreto color verde amarillento en B. gracilis. B. gracilis tiene flores mucho más pequeñas que las otras especies del género con un perianto bastante reducido, anteras pequeñas y tampoco produce néctar. 

## Cultivo
Aún cuando la mayoría de las especies Balbisia tienen su período máximo de floración hacia el final de la temporada de lluvias (abril-mayo en el sur de Perú), B. gracilis florece durante algunas semanas a mediados del verano (enero-febrero en la Patagonia).: 129  Es dudoso que esta especie sea entomófila, y su aparición en poblaciones grandes, más o menos cerradas, en la Patagonia azotada por el viento abre al menos la posibilidad de la polinización por el viento.: 129 